# 갯가재
갯가재(영어: Japanese mantis shrimp, 학명: Oratosquilla oratoria 오라토스퀼라 오라토리아[*])는 서태평양 일대에서 발견되는 구각목에 속하는 갑각류의 하나이다. 한국과 일본 등에서 흔히 식용한다. 사투리로는 쏙, 딱새, 털치라고 부른다. 겉모습이 비슷한 개펄 갑각류인 쏙과 혼동되는 일이 잦다. 갯가재과의 다른 동물들과 마찬가지로, 이 종 역시 강력한 힘을 가진 앞다리를 가지고 있으며 이것으로 먹이가 되는 무척추동물이나 작은 물고기를 잡아먹는다. 12~18.5cm까지 자란다.
수심 10~30미터의 펄 바닥에 U자 모양의 굴을 파고 그 안에서 생활한다. 밤에 활동하는데, 서식 구멍 입구에서 기다리다가 지나가는 새우나 게, 작은 물고기 등을 포획한다. 주로 5~9월에 알을 낳는다.

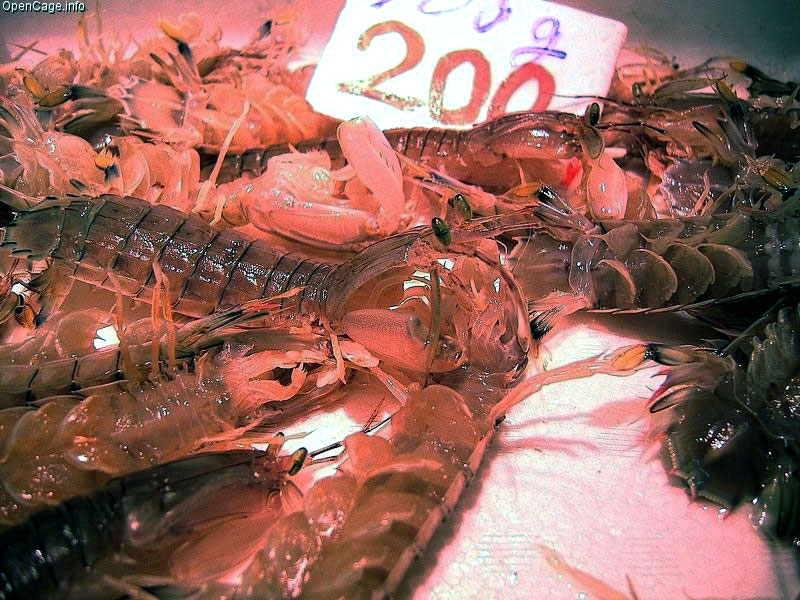
어시장에서 파는 갯가재. 껍질의 가시가 날카로워 먹기 힘든 편인 해산물이다.
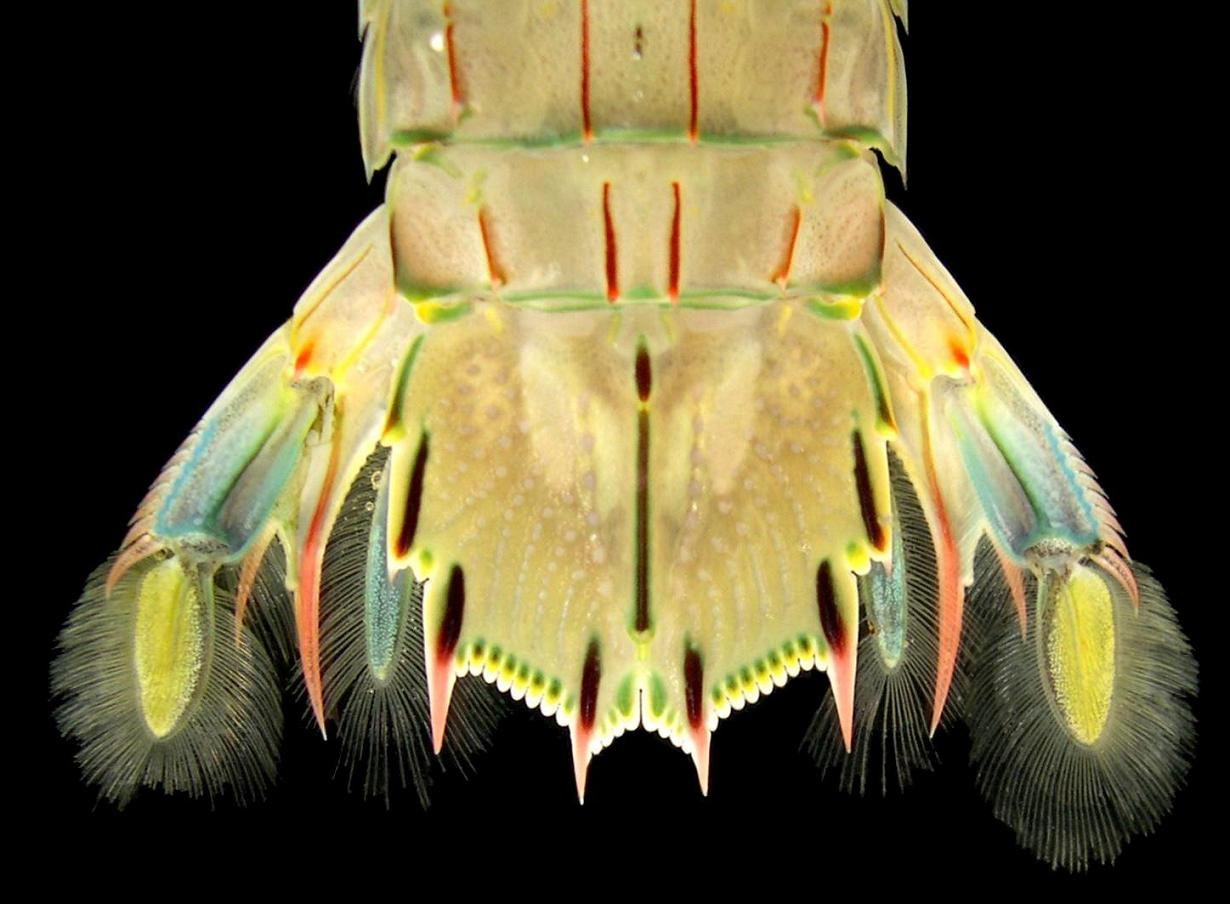
갯가재의 미각(尾脚)